# Marcus Licinius Crassus
Marcus Licinius Crassus (n. 115 î.Hr./114 î.Hr.-53 î.Hr.) a fost un politician din timpul republicii romane fiind renumit pentru averea sa. Capacitatea lui politică și militară nu sunt însă la nivelul posibilităților sale financiare.

## Biografie
Crassus provine dintr-o familie patriciană bogată ai cărei membri au avut funcții de stat importante în timpul celui de-al II-lea război Punic . Tatăl său Publius Licinius Crassus a fost consul (97 î.Hr.) și cenzor (89 î.Hr.) fiind ucis în timpul conflictului dintre Gaius Marius, Lucius Cornelius Cinna, conflict politic în care Lucius Cornelius Sulla preia puterea politică.
Tânărul Crassus reușește să scape din acest conflict cu viață, și va lupta ca ofițer într-un război civil din Spania de partea lui Sulla care se va reîntoarce la Roma. Crassus devine și mai bogat prin diferite afaceri câștigate prin instruirea sclavilor ca gladiatori.
Deja în timpul refugiului său în Spania  Crassus deținea deja o avere de 300 de talanți 
După ce în anul 73 î.Hr. a fost pretor, Crassus este ales comandant suprem al trupelor militare romane pornite contra revoltei sclavilor conduși de Spartacus revoltă pe care după lupte grele reușește să o înăbușe (71 î.Hr.).
Sclavii prizonieri vor fi răstigniți de-a lungul drumului Via Appia .
Împreună cu rivalul său Gnaeus Pompeius Magnus devine consul cu care împreună va emite legi pentru siguranța statului roman. Până la alegerea lui în primul triumvirat, Crassus nu are prea multă influență din punct de vedere, politic, și funcția de triumvir o dobândește prin plătirea datoriilor lui Caesar. 
A avut un fiu Publius Licinius Crassus, general în armata lui Caesar.
Caesar căuta să aplaneze rivalitatea crescândă dintre Crassus și Pompei. Crassus moare fiind înfrânt și trădat într-un război din Siria (53 î.Hr.), unde din 40 000 de soldați ajung numai 10 000 la Roma, ei vor aduce și capul lui Crassus trimis de regele parților Orodes II (57-38 î.Hr.).
Regele parților îl cheamă pe Crassus să negocieze, iar acesta pleacă lăsându-și armată în urma, Orodes al al II-lea profită și îl omoară. După ce îl omoară parții îi taie capul și toarnă aur topit în gât, apoi este trimis romanilor retrași în orașul Carrhae.